# (79375) Valetti
(79375) Valetti – planetoida z pasa głównego asteroid okrążająca Słońce w ciągu 3 lat i 186 dni w średniej odległości 2,31 au. Została odkryta 16 marca 1997 roku w Pianoro przez Vittorio Gorettiego. Nazwa planetoidy pochodzi od Alvero Valettiego (1923-2005), włoskiego fizyka i matematyka, nauczyciela w Calini Senior High School w Brescii, od 1970 do 1985 dyrektora Specola Cidnea i eksperta przygotowującego rocznik dla Obserwatorium w Brescii. Nazwa została zasugerowana przez U. Quadri. Przed nadaniem nazwy planetoida nosiła oznaczenie tymczasowe (79375) 1997 FA.